# Người Mỹ gốc Luxembourg
Người Mỹ gốc Luxembourg  là người Mỹ là người Mỹ có tổ tiên là người Luxembourg. Theo Điều tra dân số Hoa Kỳ năm 2000, có 45.139 người Mỹ gốc Luxembourg hoàn toàn hoặc một phần. Năm 1940, số người Mỹ có tổ tiên là người Luxembourg là khoảng 100.000 người.
Những gia đình đầu tiên từ Luxembourg đến Hoa Kỳ vào khoảng năm 1842, chạy trốn dân số quá đông và sự thay đổi kinh tế ở đất nước mới độc lập. Họ làm việc trên cánh đồng, như truyền thống ở đất nước của họ.
Người Mỹ gốc Luxembourg đang tập trung đông đúc ở vùng Trung Tây, nơi mà hầu hết những người định cư ban đầu vào thế kỷ XIX. Tại Điều tra dân số năm 2000, tiểu bang có dân số Mỹ gốc Luxembourg tự báo cáo lớn nhất là Illinois (6.963), Wisconsin (6.580), Minnesota (5.867), Iowa (5.624) và California (2.824).